# ارنولد ماير
ارنولد ماير  (بالفرنسية: Arnaud Maire)‏ (مواليد 6 مارس 1979ي فرنسا) لاعب كرة قدم أجاكسيو - فرنسا يجيد اللعب في خط الدفاعلعب حاليا لصالح نادي أجاكسيو فرنسا.

## روابط خارجية
- ارنولد ماير على موقع قاعدة بيانات كرة القدم.إي يو (الإنجليزية)
- ارنولد ماير على موقع ليكيب (الفرنسية)
- ارنولد ماير على موقع Soccerway.com (الإنجليزية)
- ارنولد ماير على موقع كووورة
- ارنولد ماير على موقع AS.com (الإسبانية)